# Понсонби, Эдвард, 8-й граф Бессборо
Эдвард Понсонби, 8-й граф Бессборо (англ. Edward Ponsonby, 8th Earl of Bessborough; 1 марта 1851 — 1 декабря 1920) — британский пэр. Он носил титул учтивости — виконт Дунканнон с 1895 по 1906 год.

## Происхождение
Родился 1 марта 1851 года. Старший сын преподобного Уолтера Понсонби, 7-го графа Бессборо (1821—1906), и его жены Луизы Сьюзен Корнуоллис Элиот (1825—1911), дочери Эдварда Элиота, 3-го графа Сент-Джерманса.

## Карьера
Он получил квалификацию адвоката в 1879 году. Служил секретарем лорда Роберта Гровенора (младшего сына Хью Гровенора, 1-го герцога Вестминстерского) в казначействе с 1880 по 1884 год и Артура Пила, спикера Палаты общин, с 1884 по 1895 год. В мае 1895 года он был награжден Орденом Бани.
В 1895 году, когда его отец Уолтер Понсонби унаследовал титул 7-го графа Бессборо, его старший сын Эдвард стал носить титул учтивости — виконт Дунканнон. В 1898 году он был назначен главным шерифом графства Карлоу. В августе 1902 года Эдвард Понсонби был назначен командором Королевского Викторианского ордена. Он занимал должности мирового судьи графств Мидлсекс, Килкенни и Карлоу. В 1914 году Эдвард Понсонби был награжден Орденом Святого Патрика. Он также занимался бизнесом и стал директором железную дорогу Лондона, Брайтона и Южного побережья в марте 1895 года и был ее председателем с февраля 1908 года до своей смерти.
24 февраля 1906 года после смерти своего отца Эдвард Понсонби унаследовал титулы 8-го графа Бессборо (Пэрство Ирландии), 8-го барона Понсонби из Сайсонби в графстве Лестершир (Пэрство Соединённого королевства), 5-го барона Дунканнона из Бессборо в графстве Килкенни (Пэрство Соединённого королевства), 9-го барона Бессборо из Бессборо в графстве Килкенни (Пэрство Ирландии) и 9-го виконта Дунканнона из замка Дунканнон в графстве Уэксфорд (Пэрство Ирландии), став членом Палаты лордов Великобритании.

## Семья
22 апреля 1875 года Эдвард Понсонби женился на Бланш Вир Гест (1847 — 11 октября 1919), дочери сэра Джозайи Джона Геста, 1-го баронета, и леди Шарлотты Элизабет Берти, сестре Айвора Геста, 1-го барона Уимборна. У супругов было шестеро детей:
- Леди Олвен Верена Понсонби (9 сентября 1876 — 7 июня 1927)[1], она вышла замуж за Джеффри Брауна, 3-го барона Оранмора и Брауна[англ.].
- Леди Хелен Бланш Ирен Понсонби (16 июня 1878 — 28 января 1962)[1], она вышла замуж за Джона Конгрива (1872—1957) и поселилась в поместье Маунт-Конгрив в графстве Уотерфорд, Ирландия.
- Вир Брабазон Понсонби, 9-й граф Бессборо (27 октября 1880 — 10 марта 1956)[1], старший сын и преемник отца, генерал-губернатором Канады.
- Достопочтенный (Сирил) Майлз Брабазон Понсонби (16 ноября 1881 — 28 сентября 1915)[1], военный и отец 11-го графа Бессборо.
- Достопочтенный Берти Брабазон Понсонби (10 февраля 1885 — 24 июня 1967)[1], адвокат и солдат.
- Леди Гвенет Фрида Понсонби (15 июня 1888—1984)[1], 1-й муж — достопочтенный Виндэм Бэринг, 2-й муж — Ральф Кавендиш.

Лорд Бессборо скончался 1 декабря 1920 года в возрасте 69 лет в Бирмингеме, Уорикшир, Англия. Он был похоронен 7 декабря 1920 года в Пилтауне, графство Килкенни, Ирландия. Ему наследовал его старший сын Вир Понсонби, 9-й граф Бессборо.